# Rui Biscaia Godinho
Rui Biscaia Correia Godinho MMAI (Beira, Moçambique, 18 de Março de 1926 — Vila Real, 7 de Agosto de 2013), foi Engenheiro Técnico Agrícola, funcionário do quadro da Direcção-Geral dos Serviços Agrícolas, Administrador e Gestor de empresas agro-pecuárias e industriais, Dirigente no sector do Cooperativismo Agrícola e Autarca português.

## Biografia
Concluiu o curso de Regente Agrícola (equivalente ao antigo Bacharelato em Engenharia Agrícola pelo DL n.º 315/76, de 29 de Abril), em 18 de Março de 1947, na Escola de Regentes Agrícolas de Santarém. Na sua intensa atividade profissional, a Agricultura esteve sempre presente em funções do Estado, ao nível empresarial, industrial e cooperativo.
Colaborou, desde o princípio, com o seu amigo e compadre (padrinho do seu filho João Bernardo) Eng.º Camilo de Mendonça na concepção, criação e construção do Complexo Agro-Industrial do Cachão (CAIC), na década de sessenta, na qual foi, simultaneamente, diretor da Nordeste: boletim da organização da lavoura, da Federação dos Grémios da Lavoura do Nordeste Transmontano, desde a sua criação - Dezembro de 1964.
A 17 de Novembro de 1971 foi condecorado com a Medalha da Ordem Civil do Mérito Agrícola e Industrial Classe Agrícola. A medalha foi entregue pelo Presidente da República, Almirante Américo Tomás, em sessão solene do Cachão, durante a visita ao Complexo Agro-Industrial.
Em 1974, ano da revolução do 25 de Abril, acumulava os cargos de Presidente do Grémio da Lavoura de Bragança, Presidente da Cooperativa Agrícola da Terra Fria (com vinhos, azeite, lúpulo, frutos, compra e venda de máquinas) e Presidente do Conselho Fiscal da Cergal - Cervejas de Portugal. Em 1975, é saneado da função pública, na qual serviu cerca de 25 anos como quadro da Direcção-Geral dos Serviços Agrícolas (do Ministério da Economia e posteriormente do MAP), com a pena de aposentação compulsiva, por deliberação do extinto Conselho da Revolução, de 17 de Maio de 1978, com base no decreto-lei 123/75.
Antes do 25 de Abril, foi também membro da Direcção da Caixa de Crédito Agrícola de Bragança.
Durante o período em que residiu em Cernache do Bonjardim, desenvolveu projectos hortícolas em estufas e aviários de perus na Casa da Quinta do Painel, foi membro da direcção da Caixa de Crédito Agrícola Mútuo da Zona do Pinhal, sediada na Sertã, nos primeiros anos da actividade (1983-84), docente do Instituto Vaz Serra, sócio-fundador dos Bombeiros Voluntários de Cernache do Bonjardim, Associação Humanitária fundada em 1981, e Presidente, durante vários mandatos e toda a década de 90, da Cooperativa Agrícola do Zêzere (Lagar de Azeite), cessando esta função, por renúncia, em 2 de Abril de 2002.
Militante do CDS-PP, foi Vereador da Câmara Municipal de Bragança, aos 28 anos, de 1954 a 1963, no executivo presidido pelo seu colega Eng.º Adriano Pires, presidente da comissão Política do CDS-PP da Sertã, deputado municipal na Sertã (1990-1993), eleito pelo seu partido de sempre.
Foi sócio gerente e administrador das empresas SAZIL - Sociedade Agrícola e Zootécnica Industrial, Lda, com sede em Bragança e início de actividade em Setembro de 1967 (ligada à suinicultura industrial e cultura de lúpulo - uma das maiores explorações da Europa), Precinorte - Pré-fabricados de Cimento do Nordeste Transmontano. S.A.R.L - Bragança, em 1971, Socinorte - Sociedade Imobiliária do Nordeste - S.A.R.L., com sede em Bragança, em 1974, Tintécnica - Sociedade Comercial Agro-Pecuária, Lda (conhecida por Farmácia Agrícola), em 1980, com sede em Cernache do Bonjardim. Entre 1969 e 1973 também foi sócio gerente e conselheiro comercial de uma firma de Importação e Exportação - Manuel Amilcar Morais & Cª, sedeada na Amadora. O edifício  da antiga fábrica da Precinorte, situada no Alto das Cantarias, em Bragança, é actualmente a sede do NERBA-AE - Associação Empresarial do Distrito de Bragança.
Exerceu cidadania activa através de inúmeros artigos de opinião e técnicos , publicados na imprensa regional, nomeadamente no Mensageiro de Bragança, A Reconquista e Expresso do Pinhal. Durante alguns anos foi comentador na cernachense Rádio Condestável, no programa "Prova dos Nove".
Uma curiosidade pouco conhecida, até de alguns do seus filhos mais novos, foi a responsabilidade de gerência do Cine-Teatro Camões, em Bragança, propriedade da Empresa Cinematográfica de Bragança, Lda, entre 1961 e 1962.
Foi toda a sua vida profissional um empreendedor e um "lavrador" de causas públicas, com uma excepcional capacidade de relacionamento interpessoal, desde a pessoa mais simples até às personalidades com estatuto social mais elevado.
Como grandes mágoas da sua vida destacam-se a malograda luta pela anulação do processo que conduziu à sua aposentação compulsiva e, mais profundamente, a morte prematura dos seus filhos Armindo José e João Bernardo, em 1984 e 2003 respectivamente.

## Síntese dos cargos
Os cargos e funções de maior responsabilidade que desempenhou foram os seguintes:
Direcção-Geral dos Serviços Agrícolas:
- Regente Agrícola da Brigada Técnica da 3.ª Região Agrícola - Delegação de Bragança
- Assistência Técnica à Lavoura, em serviço de extensão, divulgação e experimentação
- Inspector Fitopatológico
- Formador

Administração Autárquica:
- Vereador da Câmara Municipal de Bragança
- Presidente da Comissão Venatória Concelhia de Bragança
- Deputado Municipal da Câmara Municipal da Sertã

Cooperativismo Agrícola:
- Colaborador próximo do Eng.º Camilo Mendonça na implementação do Complexo Agro-Industrial do Cachão
- Assessor Técnico da Federação dos Grémios da Lavoura do Nordeste Transmontano (FGLNT)
- Director da Nordeste: boletim da organização da lavoura da FGLNT
- Presidente da Direcção da Cooperativa Agrícola da Terra Fria
- Membro da Direcção da Caixa de Crédito Agrícola Mútuo de Bragança
- Membro da Direcção da Caixa de Crédito Agrícola Mútuo da Zona do Pinhal
- Presidente do Grémio da Lavoura de Bragança
- Presidente do Conselho Fiscal da CERGAL (Cervejas de Portugal)
- Presidente da Cooperativa Agrícola do Zêzere

Sector Empresarial e Industrial:
- Gerente do Cine-Teatro Camões em Bragança
- Presidente do Conselho de Administração da Precinorte, SARL (Cimento Pré-esforçado)
- Presidente do Conselho de Administração da Socinorte, SARL (Construtora)
- Sócio-Gerente da SAZIL, Lda (Exploração de Lúpulo e Suinicultura Industrial)
- Sócio-Gerente de conselheiro comercial da Manuel Amilcar Morais & Cª (Importação/Exportação)
- Sócio-Gerente da Tintécnica, Lda (Comércio Agropecuário)

## Síntese da Migração e Emigração
Passou alguns do seus anos de infância na cidade da Beira, em Moçambique. Em 1927/28 vai para Cernache do Bonjardim até 1932, altura em que regressa à Beira, onde estuda até à 4.ª Classe. Inicia o 2.º ciclo em Tomar, no Colégio Nun'Álvares de Tomar. Segue-se Coimbra, no Colégio Alexandre Herculano, para depois ingressar na Escola de Regentes Agrícolas de Santarém. Nesse período de formação (1941-1947), acompanha o seu estimado primo Armindo Filipe Biscaia de Jesus, na administração da Casa Cadaval, em Muge.
Começou a sua actividade profissional, com 21 anos, em Bragança, na Brigada Técnica da 3.ª Região Agrícola da Direcção-Geral dos Serviços Agrícolas do Ministério da Economia, cidade onde conheceu a sua futura esposa e constituiu família.
Após a revolução do 25 de Abril de 1974, sentiu-se ameaçado politicamente e com poucas possibilidades de gerir todos os seus projectos, passando algum tempo em Espanha (1975-1977).
No final dos anos 70, com todos os seus projectos em Bragança destruídos e reformado compulsivamente, aos 49 anos, decide reconstruir a sua vida profissional na terra natal dos seus pais, em Cernache do Bonjardim, onde viveu até à morte do seu filho João Bernardo, em 2003.
Os últimos anos da sua vida foram passados com a sua esposa e filho mais novo em Vila Real, onde Rui Biscaia Correia Godinho faleceu a 7 de Agosto de 2013, com 87 anos de idade.

## Família imediata
Segundo filho de Cipriano Correia Godinho e Maria do Céu Ferreira Biscaia Godinho, ambos naturais de Cernache do Bonjardim e irmão de Maria de Lourdes Biscaia Correia Godinho Leitão (1924), residente em Cernache do Bonjardim.
Casou com Maria Georgina Pais Vaz Ferreira, natural de Rio Frio - Bragança, em 1952. Teve cinco filhos, António Pedro Ferreira Biscaia Godinho (1952), Armindo José Ferreira Biscaia Godinho (1956 - Agosto de 1984, falecido por acidente de automóvel), Maria Luísa Ferreira Biscaia Godinho (1960), João Bernardo Ferreira Biscaia Godinho (1965 - Abril de 2003, falecido por atropelamento) e Francisco Alexandre Ferreira Biscaia Godinho (1968).